# Forum di Milano
Il Forum di Milano, anche noto come Forum di Assago, è un impianto polifunzionale coperto che si trova ad Assago, a 10 km dal centro di Milano.
La struttura ospita manifestazioni sportive, concerti e congressi, contenendo fino a 15 800 spettatori.
In passato, per motivi di sponsorizzazione, ha assunto i nomi di FilaForum, DatchForum, Mediolanum Forum. Al 2025 il suo nome commerciale è Unipol Forum.
Il Forum ha ottenuto il Premio Europeo di Architettura per impianti sportivi assegnato dal CONI e dal Consiglio d'Europa.
Fa parte, insieme al Palazzo dello Sport di Roma, della European Arenas Association (EAA), l'associazione che riunisce le più prestigiose strutture coperte europee; sono le uniche due arene italiane a farne parte.

## Storia e progetto

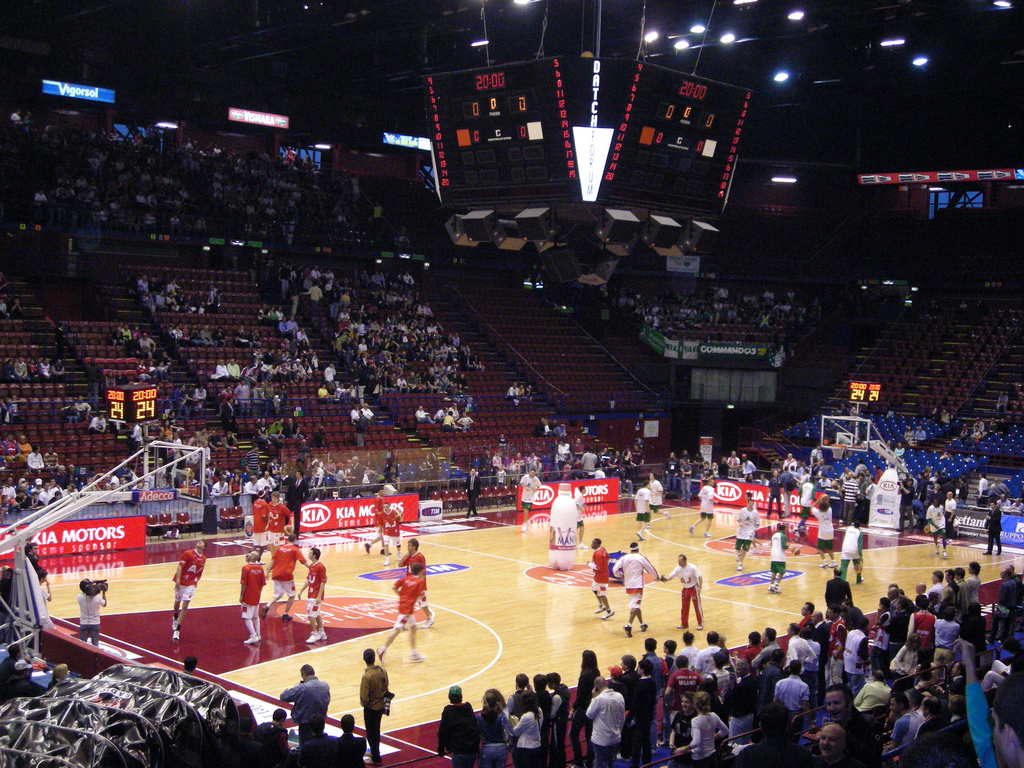
Fase di riscaldamento prima di una partita dell'Olimpia Milano

La struttura, realizzata da Sportitalia, all'epoca società del gruppo Cabassi, fu inaugurata il 26 ottobre 1990 con un'esibizione della pattinatrice tedesca Katarina Witt; il nome Forum le fu dato per evidenziarne la funzione di centro di incontro degli seguaci degli sport minori.
Fu noto negli anni  con differenti nomi: dal 1990 al 1993 Forum di Assago, dal 1993 al 2006 FilaForum, dal 2006 al 2008 DatchForum, dal 2009 al 2023 Mediolanum Forum e dal 2024 Unipol Forum.
L'impianto sportivo, inserito all'interno del grande complesso di Milanofiori, ha una superficie coperta di oltre 40.000 metri quadri con 450.000 metri cubi di volume. La disposizione degli ambienti, organizzata su quattro livelli sovrapposti al di sotto degli spalti nell'arena centrale, si distribuisce in sale di differente capienza e funzione, fino a includere sale private panoramiche denominate "Skybox" all'ultimo piano.
Negli anni è oggetto di numerose migliorie e modifiche per aumentarne la capacità e attuare le più recenti messe a norma. Un primo aumento di capienza si è avuto in occasione delle Final Four di Eurolega del 2014, dove la capienza è stata portata da 11000 a 12600 posti. Un ulteriore rinnovamento degli spazi è iniziato nel 2017, con una nuova segnaletica interna e nuovi colori nei corridoi degli anelli e con il rifacimento del pavimento in calcestruzzo, oggi realizzato in resina poliuretanica.
Nel 2011 è stata inaugurata la fermata Assago Milanofiori Forum della Linea M2 della metropolitana di Milano a servizio del Forum di Milano.

## Area Multisport
L'impianto sportivo dispone anche di una pista da bowling, due piscine (una interna una esterna), una pista da pattinaggio su ghiaccio, svariati campi di squash, padel e calcetto, oltre a palestre e una pista da ballo.

## Pallacanestro

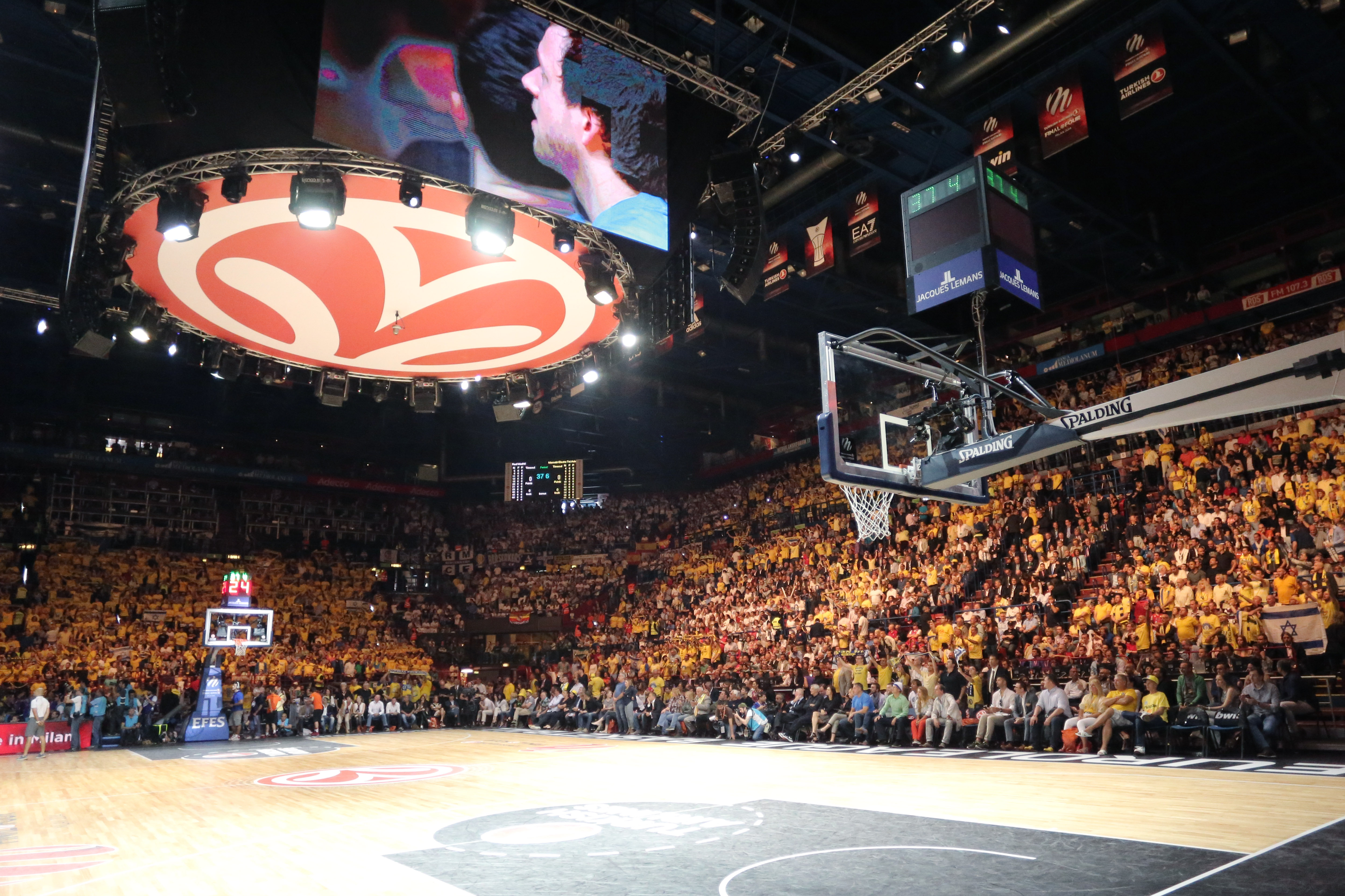
Forum durante le Final Four di Euroleague 2014

Oltre a ospitare le gare interne dell'Olimpia Milano, il Forum è stato negli anni teatro di importanti eventi in ambito cestistico, primo tra tutti le Final Four di Euroleague nel 2014:
- 1996 - Final Four Coppa Italia
- 1996 - Supercoppa italiana
- 2013 - Final Eight Coppa Italia
- 2014 - Final Eight Coppa Italia
- 2014 - Final Four EuroLeague
- 2016 - Final Eight Coppa Italia
- 2016 - Supercoppa italiana
- 2021 - Final Eight Coppa Italia
- 2022 - EuroBasket 2022
- 2025 - Supercoppa italiana

Dal 2016 il Forum ospita la sede societaria dell'Olimpia Milano, nonché il campo di allenamento.

## Eventi sportivi

### Tennis

Il Forum durante la finale di Coppa Davis 1998 tra Italia e Svezia

Il Forum ha ospitato la finale di Coppa Davis 1998 tra Italia e Svezia, vinta con il punteggio di 4-1 dagli scandinavi, su un campo in terra battuta rossa appositamente preparato sul parterre. È l'unica edizione del torneo in cui l'atto conclusivo ha avuto luogo in Italia.

### Pallavolo
Il 22 aprile 2012 il palazzetto ha ospitato il Volley Day, ossia la finale che ha assegnato lo scudetto del campionato di Serie A1 maschile di pallavolo, ed è stato più volte sede di semifinali e finale di Coppa Italia maschile. Dal 17 maggio al 6 giugno 2011 ha ospitato le gare di semifinali e finale scudetto di Serie A1 femminile come campo casalingo del GSO Villa Cortese. Dall'8 al 12 ottobre 2014 ha ospitato la fase finale del Campionato mondiale femminile di pallavolo 2014, compresa la finale per il primo posto che ha assegnato il titolo iridato agli Stati Uniti. Dal 21 al 23 settembre 2018 è la casa della Nazionale di pallavolo maschile dell'Italia, durante la seconda fase del mondiale 2018, diviso tra Italia e Bulgaria. Il 13 gennaio 2019 è invece teatro della sfida tra Powervolley Milano e Modena Volley, partita che segna il record di spettatori (12.343) per un match di regular season di Superlega.

### Pattinaggio su ghiaccio
Nel mese di marzo 2018 si sono svolti al Forum i Campionati mondiali di pattinaggio di figura (ISU), ospitati in Italia per la quarta volta nella storia. 

### Giochi Olimpici
Nel contesto dei XXV Giochi olimpici invernali di Milano e Cortina d'Ampezzo nel 2026 il Forum, con il nome di Milano Speed Skating Stadium, ospiterà dal 6 al 19 febbraio tutte le competizioni del pattinaggio di figura e dal 10 al 20 febbraio tutte le gare di short track.

### Altri sport

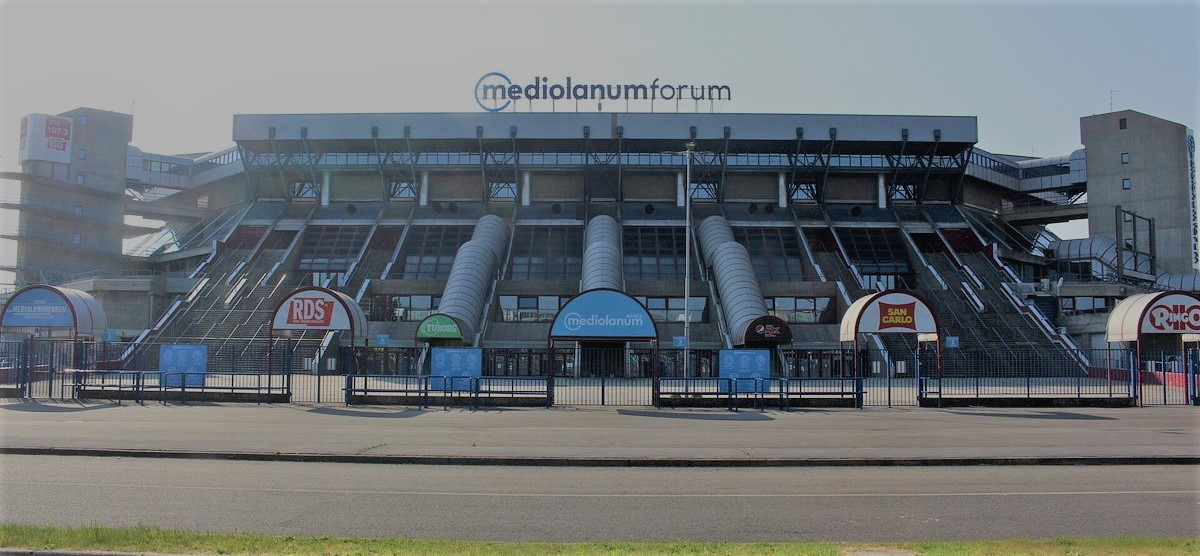
Esterno del Forum durante gli anni di sponsorizzazione Mediolanum

Il Forum detiene il record di spettatori per una partita di hockey su ghiaccio italiana stabilito il 2 marzo 1991 per l'ultima partita di quella stagione tra Saima Milano e Bolzano che si concluse 3-3 e vide la vittoria del campionato della formazione milanese.
Il 16 aprile 2007 venne trasmessa in diretta mondiale la prima puntata di WWE Raw in territorio italiano, mentre il 17 aprile venne registrata la puntata N. 400 di WWE SmackDown, trasmessa il 20 aprile. Il 13 novembre 2010, la WWE è tornata al Forum per un house show (dunque non ripreso dalle telecamere) del RAW World Tour. Il 18 aprile 2012 la WWE è tornata con il roster di RAW per un house show del Wrestlemania Revenge Tour. Il 14 novembre 2014, la WWE ha fatto ritorno per un altro house show che ha fatto registrare il tutto venduto con ben 12.000 spettatori presenti all'arena.
Il 21 gennaio 2012 ha ospitato uno dei più grandi eventi della storia del muay thai e K-1 con, tra gli atleti partecipanti, anche il campione del mondo di K-1 Giorgio Petrosyan.